# Järnadräkt (Södermanland)
Järnadräkt är en folkdräkt (eller bygdedräkt) från Ytterjärna socken och Överjärna socken i  Södermanland. Det finns två Järnadräkter: en från 1800-talet och en från 1907.

## Äldre Järnadräkt (kvinnodräkt) från 1800-talet
Den äldre Järnadräkten togs fram någon gång under 1800-talet och rekonstruerades av Järna JUF folkdanslag på 1930-talet.

## Kvinnodräkt från 1907
Denna dräkt komponerades av drottning Victoria i samarbete med folkskolläraren Sofi LeMoine. Av denna dräkt syddes det bara fyra exemplar. En av dessa, sydd någon gång under 1900-talets första decennier, övertogs av Edit Sandholm (1899–1991).